# Port of Liverpool Building
Le Port of Liverpool Building est un bâtiment classé situé à Liverpool, en Angleterre. Il a été construit entre 1903 et 1907 sur Pier Head, aux côtés du Cunard Building et du Royal Liver Building. Il abritait à l'origine la direction des Mersey Docks and Harbour Board (MDHB).
Le bâtiment a été conçu par Sir Arnold Thornely and F.B. Hobbs d'un style "Edwardian Baroque".